# Just Cause 2
『Just Cause 2』（ジャストコーズ2）は、2010年に発売されたオープンワールド型TPSアクションゲーム。アメリカでは2010年3月23日、ヨーロッパとアジアでは3月26日にそれぞれ発売された。制作は、スウェーデンの会社であるAvalanche Studiosとアイドス・インタラクティブ。日本での発売はスクウェア・エニックスが行った。

## 解説
『Just Cause』の続編である本作は、オープンワールド形式のサードパーソンシューターであり、プレイヤーは広大な島々を巡りながら、各組織から依頼される任務を遂行していくことになる。なお、シングルプレイのみで、マルチプレイには未対応であるが、PC版限定でJust Cause 2: Multiplayer Modというソフトがあればマルチプレイができる。

## ストーリー
宝石のように美しいマレー諸島にある島国「パナウ」では、独裁者"ベイビー・パナイ"の圧制と汚職を背景に、対立する反政府組織が各地でゲリラ活動を行っていた。
CIAに所属し、革命や政府転覆などに精通したベテランエージェントだった過去を持つ、主人公"リコ・ロドリゲス"（コードネーム：スコーピオ）の任務は、彼の元上官であり、よき相談相手でもあった"トム・シェルドン"を探し出し始末すること。
トムは、組織の最高機密と数百万ドルの工作資金と共に、この楽園の島国「パナウ」で消息を絶ったのだった。
プレイヤーは、組織の最も危険なエージェント"リコ・ロドリゲス"となり、シェルドンの行方を追いつつ、現政権を転覆させるため、波乱の連鎖をパナウに引き起こす。

## 装備・システム
グラップリングフック
リコの通常装備の一つで、フック・ワイヤー射出機構。左腕に装着されている。
徒歩ではいけない場所や、遠くへの移動、乗り物の奪取の他、近接武器としても使用できる。
また、二つの物体をワイヤーで結び付けることもできる（ダブルフック）。
パラシュート
リコの通常装備の一つ。無限に使用可能。高所から飛び降りる際や乗り物からの脱出に重宝する。
上記のグラップリングフックと併用しての"スリングショット"という移動方法は、本作の特徴の一つ。
PDA
地図やナビ、備品注文リスト、ゲームの進行状況などを各モードで確認できる他、下記のブラックマーケットを呼び出せる。
ブラックマーケット
スロースデーモン（トム・シェルドン）が経営している。ストーリーを進めると利用可能になり、武器や乗り物を購入できるだけでなく、アップグレードもできる。最高レベルは6まで。
商品はリコのいる場所までヘリコプターで配達してくれる。
ファストトラベルに該当する移送サービスも無料で利用できる。ただし、一度でも訪れた場所に限る。これを利用し、ミッションの近くに移動する事も可能。
パナウスター
政府の施設であることを表す、「赤地に白の五芒星」のマーキング。マークがついているものを破壊するとカオスポイントを取得できる。

## 舞台

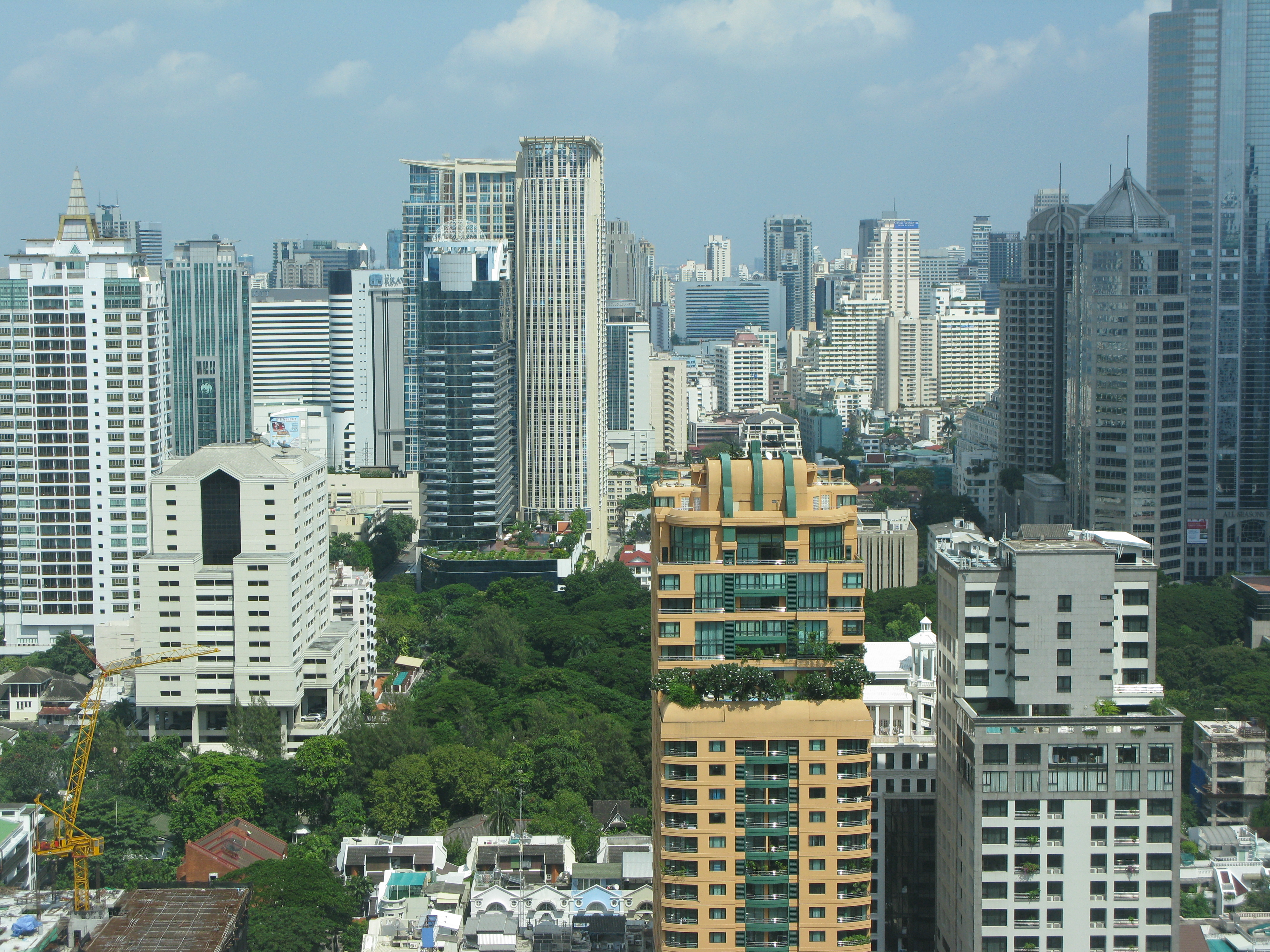
バンコク中心部の高層ビル群

パナウ共和国 (Panau)
独裁者"ベイビー・パナイ"大統領が統治する、本作の舞台。
東南アジアの東インド諸島に位置するとされる。
軍事政権であり、国家予算のほとんどを軍備に費やしている。国内には184もの軍事施設が存在し、その中には大規模な宇宙センターまである。仏教遺跡、教会、モスク、寺院が幾つも見られる。
公用語はマレー語、インドネシア語、タガログ語である。町にある看板や施設に書かれている文字はシャム文字とタミル文字で、民間人の会話はタイ語である。
国名はパラオをベースとしている。
約1,000平方kmにもおよぶ共和国内には、砂漠、雪山、海、ジャングルなどの豊かな自然の他、185の都市・町・村が存在する。
移動手段は自動車、バイク、船舶、航空機であり、鉄道は存在しない。
ハイウェイで国内が網羅されているのも特徴。
パナウ市 (Panau City)
パナウ共和国の首都。4つの島に分割し、それぞれが大きな橋で繋がっている。軍事施設を別にすれば、パナウで唯一の「近代的な」都会である。
北半分の金融街・公園地区は西タナ・ラヤ、南半分の居住地区・港湾地区はラマイ・ラキャト諸島に属する。
金融街には摩天楼が多数建っている他、郊外には国内最大規模のパナウ国際空港がある。モデルはバンコクとシンガポール。
ドバイのブルジュ・ハリファに似せた「ブルジュ・パナウ」、台北101を模した「Demam Tinggi Tower」「Tangga Ke Syurga Tower」などの超高層ビルが多く建っているのが特徴。
ラマイ・ラキャト諸島 (Ramai Rakyat Islands)
パナウ中西部に位置し、ベラワン・ベサー山脈南麓から海を挟んでラジャン川東岸までに跨る。首都パナウ市の南半分やパナウ国際空港がある。
マレー語で「人が多い島」という意味である。
西タナ・ラヤ (West Tanah Raya)
パナウ北西部に位置し、パナウ市の北半分からベラワン・ベサー山脈西麓、ハンツ島に跨る。領域の大半は海であり、パナウ市以外に大きな街はない。
タナ・ラヤとは、インドネシア語で「素晴らしい土地」という意味である。
パナウ・テンガ湾 (Panau Tengah Bay)
パナウ中央部に位置する。南北に細長く、ベラワン・ベサー山脈南麓から海を挟んで南ラジャン川デルタ地帯までに跨る。湾の中央にある島には国内最大級の軍港が建っている。
テンガとは、マレー語とインドネシア語で「中間」を意味する。
ベラワン・ベサー山脈 (Berawan Besar Mountains)
パナウ北部の雪に覆われた山岳地帯。大半は内陸部だが、北側で僅かに海に面している。
軍事基地や通信基地が多く所在。仏教寺院が多く建っている地域でもある。
ベラワン・ベサーとは、マレー語とインドネシア語で「大きな雲」を意味する。
ペラウ群島 (Pelaut Archipelago)
パナウ北東部に位置。ベラワン・ベサー山脈北麓と無数の島々から構成され、多数の軍港や海上リグが所在している。空に浮かぶ富裕層の社交場"マイルハイ・クラブ"（飛行船）もある。
ペラウとは、マレー語とインドネシア語で「船員・海員」を意味する。
東タナ・ラヤ (East Tanah Raya)
パナウ東部に位置する、タナ・ラヤ山周辺からサワ川流域にかけての広大な地域。村の数が43と最も多い。
山中の巨大な宇宙センターや、スキー客で賑わう"グヌンホテル・スキーリゾート"、パナウ大滝と"パナウフォールズ・カジノ"（モデルはペトロナスツインタワー）など、数多くの大型施設がある。
ラウタン・ラマ砂漠 (Lautan Lama Desert)
パナウ西部、ラジャン川西岸に位置する砂漠地帯。デモ版で登場する地域である。
村が多くあり、空軍基地もある。建物はイスラム建築で、住民もイスラム教徒が多く住む。
ラウタン・ラマとは、マレー語とインドネシア語で「古い海」を意味する。
センジャカラ諸島 (Senjakala Islands)
パナウ南西部に位置する。
超高層の高級ホテル"スリーキングスホテル"がある。
セラタン群島 (Selatan Archipelago)
パナウ南東部に位置する。パナウ軍の軍事施設が34と最も多く、南東へ向かうほど集落が少ない。
セラタンとは、「南マレーシア」を意味する。
ハンツ島 (Hantu Island)
パナウ北西端に位置する巨大な島。西タナ・ラヤに属する。地元民からは呪われていると言われており、パナウ軍ですら近寄るのを恐れている。かつて日本軍が秘密兵器を隠していた島であった。
ハンツとは、マレー語とインドネシア語で「幽霊」を意味する。

## ゲームシステム
任務
物語の本筋であるCIAからの「エージェンシーミッション」と、3組織から依頼される「ファクションミッション」の他、多彩な移動法による「レースアタック」などがある。ただ、前者を請負うには、一定のカオスポイントが必要となる。
ヒートレベル（警戒レベル）
軍事施設（基地、空港、港など）への侵入を発見されたり、カオスオブジェクト（パナイ大統領の銅像、プロパガンダ・トレーラー、パナウスターが描かれた石油タンクや貯水タンクなどの設備）への破壊行為、民間人（米国版）やパナウ軍兵士への殺傷行為、軍用車両との接触事故を起こすなどすると政府軍に手配され、銃撃される。
レベルが上がるにつれ、政府軍の武装が増強される（戦闘ヘリが現れるなど）。
一定時間身を隠すことで少しずつゲージが下がって行き、最終的には解除される。
カオスポイント
軍事施設やパイプライン、石油タンク、ウォーター・タワー、銅像、プロパガンダ・トレーラーなど、パナウ軍の星マークの付いた建造物や乗り物を破壊すると上昇していく、パナウ国内の混乱を示す指標。CIAや各組織からの任務を請け負うには、規定のポイント数が必要となる。
ライフ
半分のみの自動回復制を採用している。救急キットを取得すると全ライフが回復する。ライフの容量は至るところにあるライフキットを5つ入手する度に上昇する。

## 登場組織

### 情報機関
CIA
アメリカ中央情報局。リコが勤務している情報・諜報機関。

### 反政府勢力
ローチ
リーダーはラザク・ラズマン。密輸業などの非合法なビジネスを取り扱っている組織。主に市街地で活動している。ブラックマーケットの経営も行っている。
リーパー
リーダーはボロ・サントシ。パナウに革命を起こし、社会主義国に変えることを目的とする反政府ゲリラ。長年にわたってアジア各地の社会主義国および共産主義国との接触を繰り返している。
ユーラ・ボーイ
パナウ原住の森林部族ユーラから派生した勢力で、カリスマ指導者であるスリ・イラワンが率いている武装勢力。外国との交流を嫌う。

### 軍事会社
ブラック・ハンド
国際的に活動する民間軍事会社。サン・エスペリートの大統領であったサルバトール・メンドーサが組織した会社でもある。そのため、CIAとは不仲である。独裁国家や政情不安定な国家を建て直すのが任務。また、依頼費用は高額で、有能な傭兵を雇用しているのが特徴。ケープタウンに窓口がある。前作でも登場している。

### パナウ政府
政府軍
国家予算のほとんどという潤沢な資金で運営されている正規軍。パナウでは軍が警察を兼任しており、隊員が常に国中を巡回している。また、ほとんどの集落に検問が敷かれており、これを無くす事はできない。資金同様、人的にも物量的にも潤沢で、一度交戦状態に入ると尽きることのない増援を送ってくる。

## 登場人物

### CIA
リコ・ロドリゲス（Rico Rodriguez）
前作及び本作の主人公。1968年1月25日生まれ。CIAのエージェントで、"スコーピオ"というコードネームで呼ばれる。政府転覆と破壊工作のスペシャリスト。他にも、装甲車、ヘリコプター、航空機の操縦をすることができる。
性格は気難しく、周囲の同僚を寄せ付けない傾向があるが、トムとは何でも話せる友人のような関係。
トム・シェルドン（Tom Sheldon）
リコの上司で、CIAのベテランエージェント。1949年7月4日、テキサス州アビリーン生まれ。ベトナム戦争では様々な作戦に従事し、1980年代には中南米各地で任務をこなした後、パナウにおいては"パパ・パナイ"の大統領当選に重要な役割を果たした。
近年、再びパナウに派遣されるも、CIAの最高機密と数百万ドルの工作資金と共に同国で行方不明になった。「裏切ったのではないか」と噂されていたが、ストーリー中盤にそれが事実ではない事が判明し、リコに任務を依頼する。
気難しいリコとも気さくな友人関係を築いているが、実はエージェントとしてのリコの師匠。
豚の丸焼きとバーベキューが好物。
マリア・ケーン（Maria Kane）
リコの同僚である女性エージェント。1970年6月15日、カリフォルニア州カリストガ生まれ。休暇中のリコを呼び戻し、前回同様、彼の任務を支える役目を果たす。
カール・ブレイン（Karl Blaine）
パナウで長年に渡って活動するCIAのエージェント。1960年12月16日、スウェーデン・ムータラ生まれ。ギャンブルと酒を好み、飲酒運転も平気で行う男。ストーリー序盤、カジノで襲われているところをリコに救出される。
ジェイド・タン（Jade Tan）
CIAの女性エージェント。1981年10月31日、パナウ共和国デサ・クダ・ラリ生まれ。対人諜報任務が専門で、数々の実績がある。カール・ブレインの恋人。

### 反政府勢力
ラザク・ラズマン（Razak Razman）
パナウの裏経済を牛耳る「ローチ」のトップ。1946年9月21日、パナウ共和国パナウ市生まれ。有能な実業家で、"パパ・パナイ"とは良き友人であった。パナウで最も影響力のあるビジネスマンの1人であり、民衆の中には「いつか彼が国家を統治してくれるのではないか」と期待する声もあるようだ。
ボロ・サントシ（Bolo Santosi）
反政府ゲリラ「リーパー」の女性リーダー。1979年8月18日、パナウ共和国レンバ・セラ生まれ。革命家の家系に生まれ、パナウを社会主義・共産主義国に革命することを目指しており、現在の国家に対し「労働者をないがしろにしている」と非難している。
デモ版で唯一登場している。
スリ・イラワン（Sri Irawan）
武装集団「ユーラ・ボーイ」の指導者。1974年4月22日、パナウ共和国カンプン・サワ・フータン生まれ。プリンストン大学に留学し、卒業しているインテリでもある。イラワンの信条はただ1つ、「力」である。

### その他
チャン・スン（Zhang Sun）
CIAの殺害対象者。中国人民解放軍総参謀部情報部長。文化大革命から資本主義経済への転向まで激動の時代を生き延びた古参であり、どの時代においても、暴力や拷問などのテロリズムの分野では第一人者であった。当時のチャンは、中国北部の各省において、その冷血さと残虐行為で恐れられていたようである。
洞察力と戦略的思考に優れる彼は、ボロ・サントシを使い捨ての相手として選んだ。人民解放軍の支援する革命軍が島を統一した暁には、主権と利権を中南海の共産党に移譲する計画である。
アレキサンダー・ミルコフ（Alexander Mirkov）
CIAの殺害対象者。ロシア人。元KGBのエージェントで、ソビエト連邦の崩壊後はロシアン・マフィアのリーダーとなった。日用品から軍事装備品まで調達できる程の手腕がある。
ミルコフの真の任務は、各反政府勢力を評価し、最適な候補を選び出した後に資金と軍事教練を提供し、新たな政権として擁立することである。その相手に、ミルコフはラザク・ラズマンを見ている。
マサオ・ワシオ（Masayo Washio）
CIAの殺害対象者。陸上自衛隊元幹部自衛官である日本人。15歳で自衛隊に入隊。父と同じく防衛大学校を卒業し、幹部としてのキャリアを築いてきたが、実戦経験は無く実績にも乏しい。平時の日本においては、災害派遣のほかに活躍の場がなかった。
ワシオは、スリ・イラワンの一族と同盟を結んでいる。新たなパナウの独立を約束し、彼らの力を使って政権を奪取させ、権力を掌握した時には、島に多数在住する日系人を抱き込み、選挙により合法的に主権を移譲させる計画。

### パナウ共和国
パンダック・"ベイビー"・パナイ（Pandak "Baby" Panay）
現大統領。1978年3月13日、パナウ共和国クアラ・チェラ生まれ。軍事政権、独裁体制、個人崇拝を推し進める独裁者。国内には彼の銅像が90体と看板が幾つも建てられ、各地区にあるプロパガンダ・トレーラーでは、一日中彼のメッセージを聞くことができる。
政治能力が無いと見られ、各国情報機関からは軽視されていた。それ故、突然の大統領就任は予想外の出来事であった。
ストーリー終盤では、リコに追い詰められ自暴自棄になり、中国、ロシア、アメリカ、日本に向けて核ミサイルを発射するという暴挙に出るが、リコの手で装置を解除された後にミサイルに貼り付けられ、爆死する。
"パパ・パナイ"（Papa Panay）
"ベイビー"・パナイの父親で、前パナウ共和国大統領。親米派で、アメリカやCIAとの関係も良好でトムの友人でもあったが、何者かに暗殺される。犯人は"ベイビー"・パナイだと噂されている。
指揮官
パナウ軍の幹部。各地の基地や街に合わせて50名いる。殺害する毎に軍の士気が下がる。ストーリーに関係する者としない者がいるが、全て殺害対象。

## 登場武器
武器は倒した敵から奪うか、ブラックマーケットで購入できる。（）内は、モデルになったと思われる銃。

### 手持ち武器

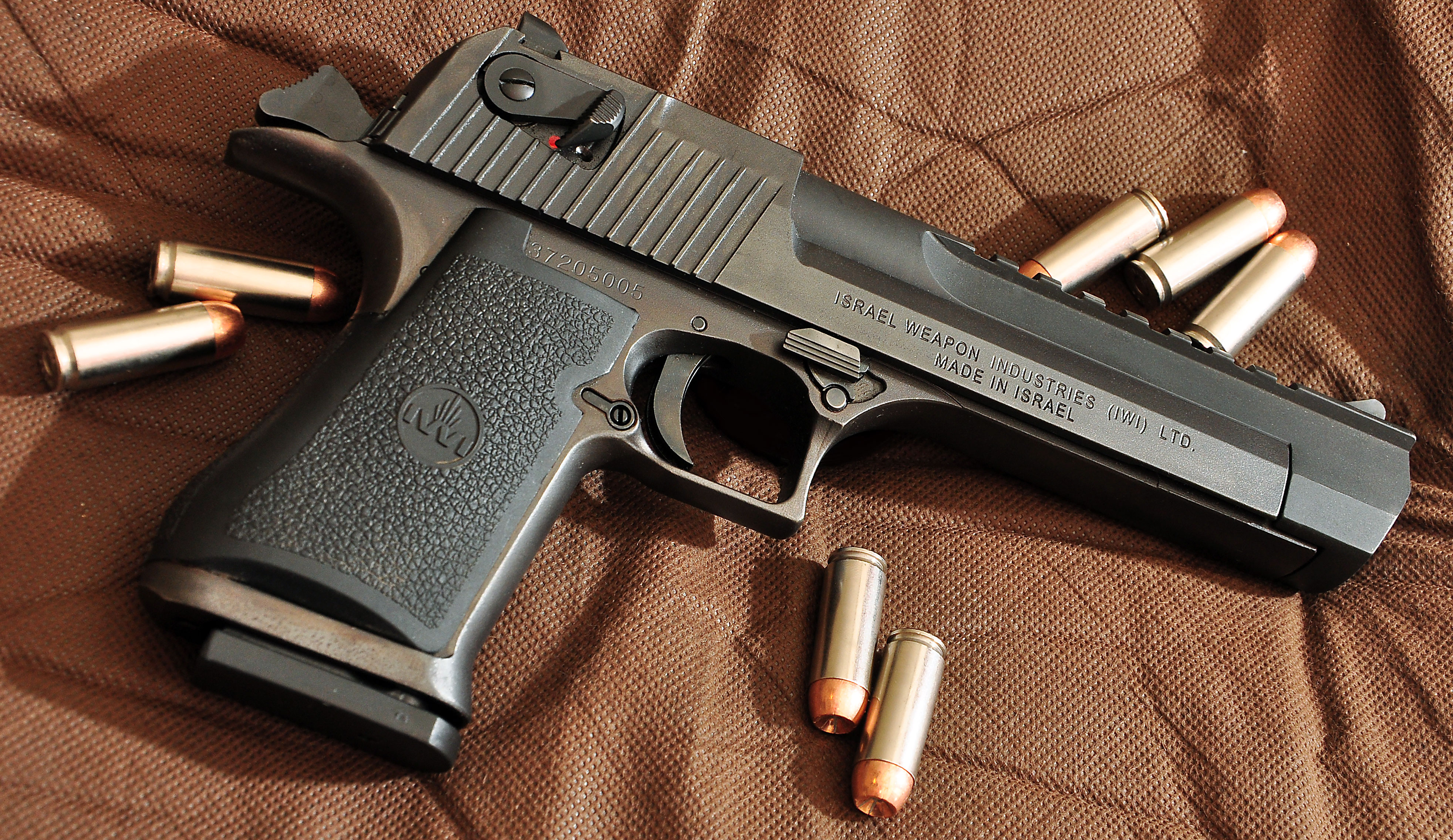
デザートイーグル

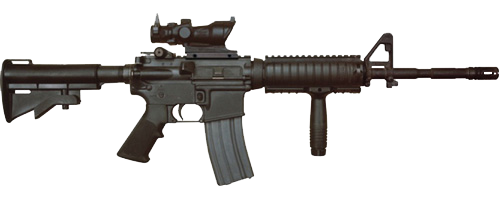
M4

拳銃
Pistol（デザートイーグル）
シルバーとブラックのツートン。連射性能・威力とも低め。敵兵の多くが所持している。
Revolver（S&W M500）
連射性能は低いが威力は強力。敵兵がたまに所持している。
散弾銃
Shotgun（FN TPS / ベネリ M4 スーペル90）
両手で持つショットガン。敵兵がたまに所持している。
Sawed-Off Shotgun（ソードオフ・ショットガン）
片手で撃てる切り詰め形ショットガン。敵兵がたまに所持している。
短機関銃
Submachine Gun（FAMAE SAF）
威力は低いが連射性能が非常に高く、弾幕で敵を圧倒できる。敵兵の多くが所持している。
自動小銃

Assault Rifle（M4A1）
自動小銃。敵兵が多く所持している。高所の敵兵も希に所持している。
Bulls Eye Assault Rifle（H&K XM8）
弾数が多く、スコープ付き。セミオート。ブラックマーケットで購入可能（使用弾薬が「Assault Rifle」とは異なる）。
機関銃
Machine Gun（M249 SPW）
威力・連射性能とも高め。敵兵がたまに所持している。
Minigun（M134 ミニガン）
パナウ軍基地などに設置してある固定兵器だが、取り外し・持ち運び可能で弾数無制限。
殺傷能力は非常に高い反面、重量があり、ジャンプができない、移動速度が低下するなどの制限を受ける。
狙撃銃
Sniper Rifle（PSL狙撃銃 / ドラグノフ狙撃銃）
遠距離からの狙撃に使用する。高所の敵兵がたまに所持している。
ランチャー
Grenade Launcher
グレネードランチャー。威力は中程度。放物線を描くため、命中させるにはコツが必要。
Rico's Signature Gun（トーラス・レイジングブル）
威力が高い。ブラックマーケットで購入可能。
Rocket Launcher（AT-4 / B-300）
ロケットランチャー。威力は高めで、破壊工作に向いている。一部の高所の敵兵が所持している。
Multi-Lock Missile Launcher
最大で4つの目標にロックオンが可能なミサイル。
Quad Rocket Launcher（M202ロケットランチャー）
4連装のロケットランチャー。
Cluster Bomb Launcher（M203 グレネードランチャー）
クラスター爆弾。着弾時に6つのグレネードをばらまいて再度爆発させる。
手榴弾
Fragmentation Grenade（九七式手榴弾）
敵に投げても回避されるので、戦闘には不向き。ピンを抜いて少し間を置いて投げるほうがよい。
爆弾
Triggered Explosive（C4）
遠隔起爆式爆薬。爆破ミッションでよく使われることが多い。

### 乗り物に附属する武器
Mounted Gun（M134 ミニガン）
装甲車とヘリコプターに装備されている。
Machine Gun（M249 SPW）
武装車両と小型ヘリコプターに装備されている。
Rockets
戦闘機と戦闘ヘリに装備されている。

### その他
Autocannon（10.5cm leFH 18/40）
着弾時に爆発するカノン砲。
Flak Cannon（2cm Flakvierling38）
固定砲台の対空砲。
SAM
地対空ミサイル。敵基地に多数配備されている。占領した味方組織のアウトポストでは、SAMを破壊していなければパナウ軍のヘリコプターを撃墜してくれる。
雷
日本軍の秘密対空兵器。

## デモ版
2010年3月4日、北米時間午前12時0分に、Microsoft WindowsのSteam、PlayStation 3のPlayStation NetworkおよびXbox 360のXbox Live Arcadeで体験版が配信された。また、2010年6月3日に日本語版のデモが配信された。
- 容量は約1.6GBで、35平方キロメートルのラウタン・ラマ砂漠でプレイが可能
- 進行状況を保存できない
- 30分の時間制限がある
- 飛行機、ヘリコプター、乗用車、パナウ軍車両に乗ることが可能
- 登場組織はリーパーのみで、ファクションミッションと航空機のタイムレースのそれぞれ一つをプレイすることができる

## ダウンロードコンテンツ
無料のダウンロードコンテンツが2010年3月23日、4月8日に追加された。2010年4月16日には、有料でのコンテンツが追加された。

## 日本語版
2010年6月10日にスクウェア・エニックスから発売。日本語字幕と日本語音声が追加されて選択可能。海外版同様にダウンロードコンテンツを購入できる。

### 海外版との相違
日本語版の発売に際し、スクウェア・エニックスは「独自の自主規制」により、海外版からは以下のように仕様を変更したことで、CEROによるレーティングが「D（17才以上対象）」へ引き下げられた。
- 海外版では有料のダウンロードコンテンツを同梱。
- 民間人に対する攻撃・殺傷が不可能。
- 反政府勢力の拡大に伴うゲリラ兵増員・配置の抹消。
- 勢力ミッション数の削減。
- 一部音声の修正。

規制などのアナウンスが遅れた理由について、スクウェア・エニックス社長の和田洋一は、自身のTwitterで「我々が未熟だったための配慮不足」と釈明、今後発売予定のローカライズタイトルにおいては、変更点を事前に告知すると発表した。
なお、海外版や公式サイトの宣伝動画と違い、製品版では遠景グラフィックのテクスチャが剥がれるバグがあったが、PS3版は2010年7月8日、Xbox 360版は2010年7月14日のオンラインアップデートで修正された。